# Сибом, Фредерик
Фредерик Артур Сибом (англ. Frederic Arthur Seebohm; 23 ноября 1833, Брадфорд, Западный Йоркшир, Англия — 6 февраля 1912, Хитчин, Англия) — британский историк экономики.

## Биография
Родился 23 ноября 1833 года в Брэдфорде в Западном Йоркшире. Родители: Бенджамин Сибом (1798—1871) и Эстер Уилер (1798—1864). Бенджамин Сибом был торговцем шерстью в Хортон-Грандж, Брэдфорд. Семья переехала в Англию из Вальдек-Пирмонта в Германии. Фредерик был правнуком филантропа и квакера Уильяма Тьюка и младшим братом сталелитейщика и орнитолога Генри Сибома (1832—1895).

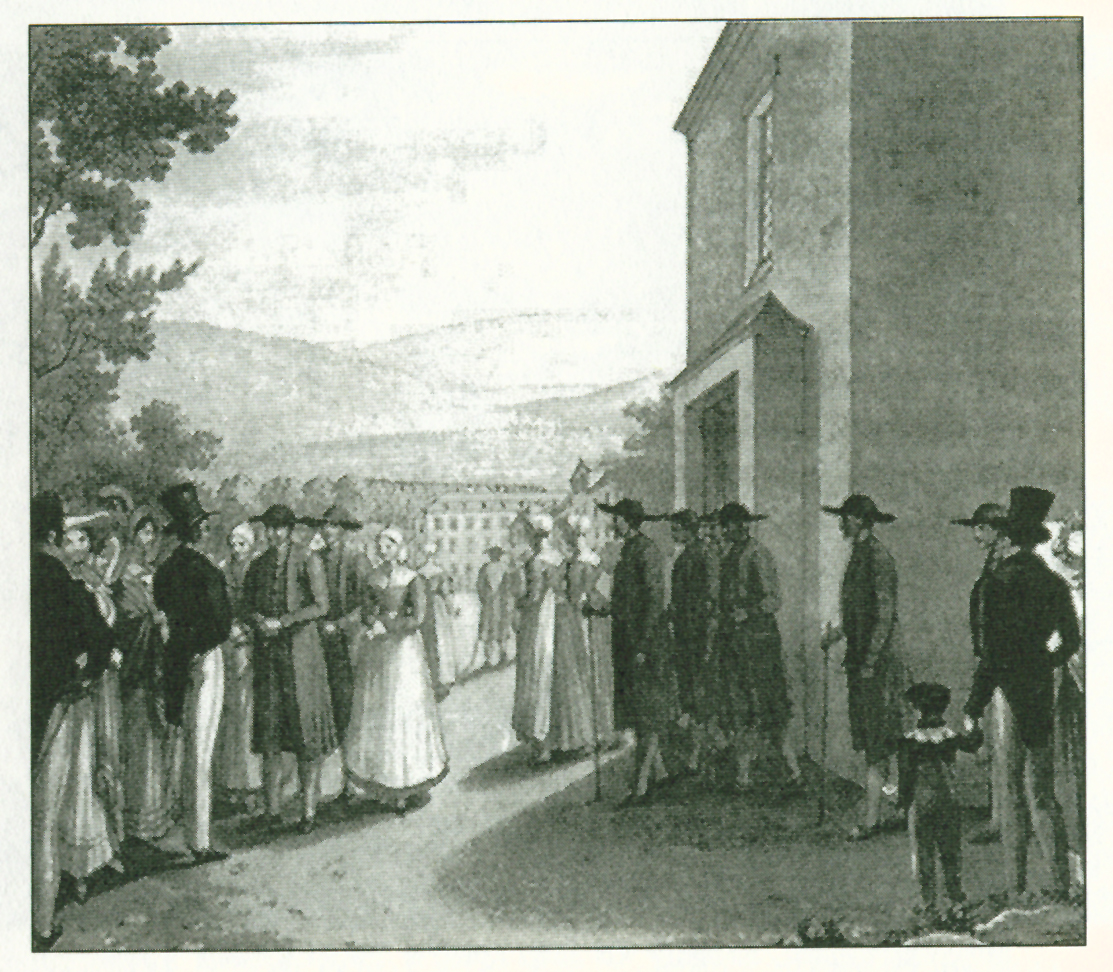
Квакеры Германии

Фредерик получил образование в Bootham School (школа квакеров в Йорке).
В 1856 году он стал адвокатом в Миддл Темпл в Лондоне. В следующем году он женился на Мэри Энн Экстон. Фредерик и Энн Сибом поселились в Хитчине в Хартфордшире.
Несмотря на успешную юридическую деятельность, Сибом занимался исследованиями в области социальной и экономической истории. Его главная работа «Английское деревенское сообщество», опубликованная в 1883 году, поставила его ряды лучших историков экономики. До этой работы преобладало мнение, что первобытное англосаксонское общество состояло из общинных групп свободных людей, владеющих общей землей («Знак»). Однако из-за постоянных войн с местными племенам и чужеземными правителями деревенская община со временем выродилась в более иерархическую социальную структуру («поместье»), в которой арендаторы, первоначально свободные, стали крепостными. Однако анализ Сибома показал, что нет доказательств существования свободного общества в Англии в какой-либо период её истории.
В своей работе Сибом писал о сходстве между римской виллой и манором, подразумевая, что средневековая английская усадьба — результат слияния (синтеза) римской виллы с германской племенной системой.
Он получил почетную степень доктора литературы в Кембриджском университете в мае 1902 года.
У Сибома и его жены было шестеро детей (сын Хью и пять дочерей). Сибом был дедушкой Фредерика Сибома, барона Сибома (1909—1990), пожизненного пэра и банкира.

## Труды (выборка)
- 1865 — Кризис эмансипации в Америке
- 1867 — Оксфордские реформаторы: Джон Колет, Эразм и Томас Мор
- 1871 — О международной реформе
- 1874 — Эра протестантской революции
- 1883 — Английское деревенское сообщество, исследуемое в его отношениях с поместной и племенной системами и с общей или открытой полевой системой земледелия
- 1895 — Племенная система в Уэльсе
- 1902 — Племенной обычай в англосаксонском праве
- 1914 — Обычные акры и их историческое значение (посмертно)